# Evan Fallenberg

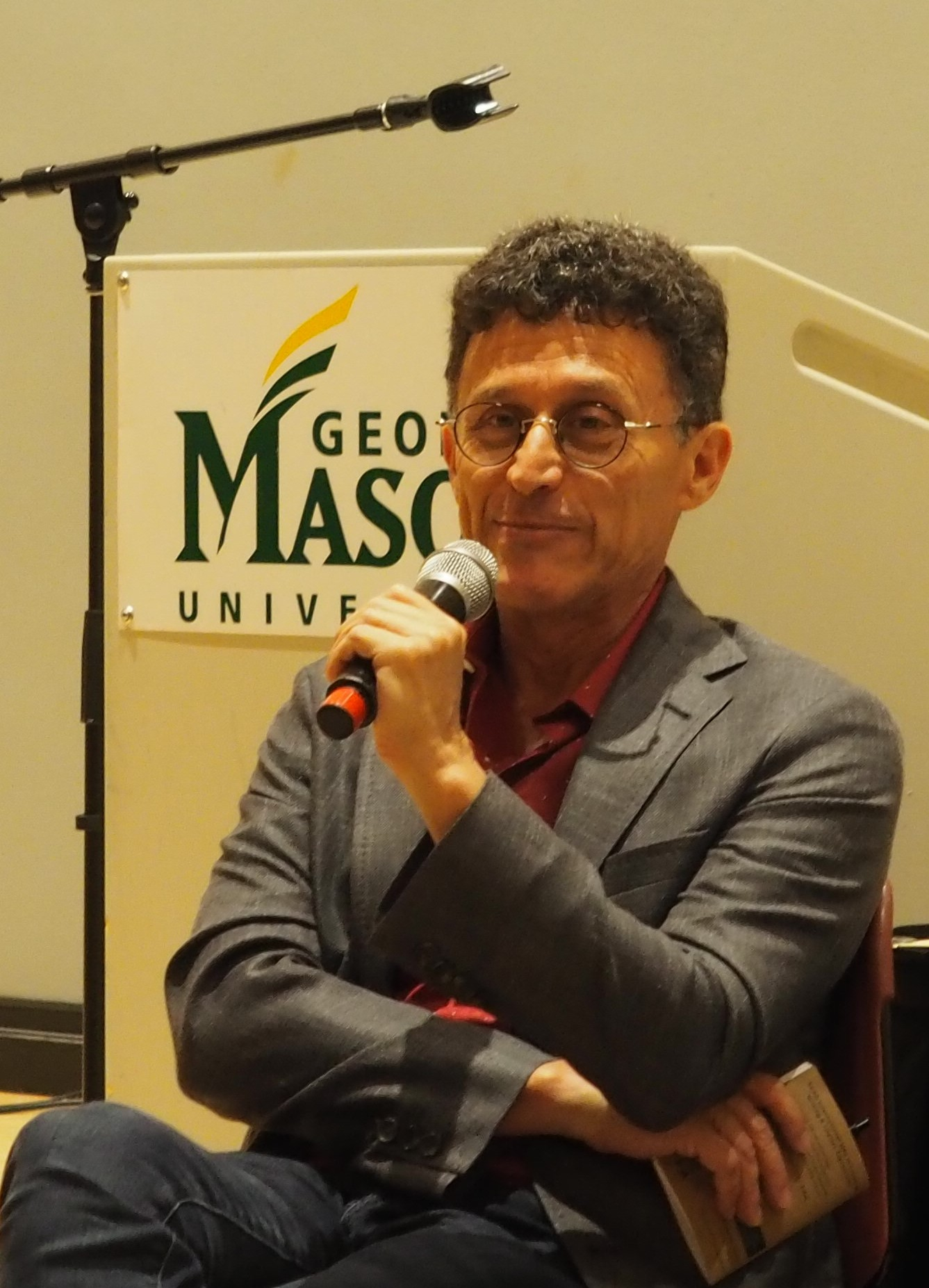
Evan Fallenberg (2018)

Evan Fallenberg (* 8. August 1961 in Cleveland, Ohio) ist ein US-amerikanischer Schriftsteller und Übersetzer.

## Leben
Fallenberg studierte an der Georgetown University in Washington, D.C. und in der Schweiz. Er erreichte einen BSFS in Diplomatie an der School of Foreign Service at Georgetown University. Zudem erhielt er einen M.F.A. in Kreativen Schreiben am Vermont College of Fine Arts in Vermont. Fallenberg lehrt an der Bar-Ilan-Universität in Ramat Gan. Er wohnt in Akkon, Israel.

## Werke (Auswahl)

### Romane
- The Parting Gift, New York : Other Press, 2018. ISBN 978-1-59051-943-1, OCLC 1016377533
- Light Fell New York: Soho, 2008. ISBN 978-1-56947-536-2, OCLC 216936811 [2]
- When We Danced on Water, New York: Harper Perennial, 2011. ISBN 978-0-06-203332-1, OCLC 670476288[3]

### Übersetzte Werke
- Mishka Ben David, Duet in Beirut (Overlook Press, 2015)[4]
- Meir Shalev, My Russian Grandmother’s American Vacuum Cleaner (Pantheon, 2011)[5]
- Meir Shalev, A Pigeon and a Boy (Schocken, 2007);[6] winner of the National Jewish Book Award and a PEN Translation Prize (runner up)
- Ron Leshem, Beaufort (US: Delacorte, UK: Harvill Secker, 2008);[7] 2nd Prize, Times Literary Supplement Risa Domb/Porjes Prize for the Translation of Hebrew Literature
- Alon Hilu, Death of a Monk (Harvill Secker/Random House UK, 2006)[8]
- Alon Hilu, The House of Rajani (Harvill Secker / Random House UK, 2010)
- Batya Gur, Murder in Jerusalem (HarperCollins, 2006)[9]

### Übersetzte Romane
- Gilad Evron, The Falcon (Granta, 2005)[10]

### Übersetzte Sachbücher
- Yair Lapid, Memories After My Death (E&T Books, 2010)[11]

### Übersetzte Werke
- Hanoch Levin, The Thin Soldier (2019, gemeinsam mit Jessica Cohen)
- Hanoch Levin, The Child Dreams (2019, gemeinsam mit Jessica Cohen)
- Hanoch Levin, The Lamenters (2019, gemeinsam mit Jessica Cohen)
- Hanoch Levin, Walkers in the Dark (2019, gemeinsam mit Jessica Cohen)
- Hanoch Levin, Krum (2019, gemeinsam mit Jessica Cohen)
- Gilad Evron, Only Language Remains (2007)[10]
- Gilad Evron, Ulysses on Bottles (2010)[12]
- Roni Pinkovitch, Tea (2007)[10]
- Roi Rashkes, Moving (2006)[10]

### Übersetzte Bühnenstücke
- Savi Gabizon, Longing (2012)[10]
- Adir Miller, House of Brown (2013)[10]
- Reshef Levi, Hunting Elephants; The Arbitrator (2014)[10]

### Übersetzte Libretti
- Yonatan Levi, The Sleeping Thousand (2018)
- Lior Navok, The Little Mermaid (2008)[10]
- Lior Navok, Pinocchio (2009)[10]

## Auszeichnungen und Preise (Auswahl)
- Stonewall Book Award
- American Library Association’s Barbara Gittings Stonewall Book Award for Literature
- Edmund White Award für Debut Fiction; the National Jewish Book Award in fiction
- Lambda Literary Award für Debut Fiction
- Samuel Goldberg Foundation Prize for Jewish Fiction by Emerging Writers
- Harold U. Ribalow Award
- PEN Translation Prize
- Times Literary Supplement of London Risa Domb/Porjes Prize for Translation of Hebrew Literature